# Гадор
Гадор (на испански: Gádor) е населено място и община в Испания. Намира се в провинция Алмерия, в състава на автономната област Андалусия. Общината влиза в състава на района (комарка) Голяма Алмерия. Заема площ от 88 km². Населението му е 3225 души (по данни от 2010 г.). Разстоянието до административния център на провинцията е 15 km.

## Демография
| 1996 | 1998 | 1999 | 2000 | 2001 | 2002 | 2003 | 2004 | 2005 | 2006 |
| ---- | ---- | ---- | ---- | ---- | ---- | ---- | ---- | ---- | ---- |
| 2596 | 2577 | 2574 | 2593 | 2649 | 2676 | 2717 | 2874 | 2933 | 2959 |

## Галерия
- Панорама на Гадор
- Гадор